# Barylypa torquata
Barylypa torquata är en stekelart som beskrevs av Atanasov 1975. Barylypa torquata ingår i släktet Barylypa och familjen brokparasitsteklar. Inga underarter finns listade.